# Улица Александра Невского (Самара)
У́лица Алекса́ндра Не́вского — улица в посёлке Зубчаниновка Кировского района городского округа Самара. 
Прямая улица проходит от улицы Грибоедова до Магистральной улицы. Пересекается с Орловской улицей, улицей Софьи Перовской, Арзамасской, Транзитной, Октябрьской, Краснопресненской, Кустанайской,  Офицерской улицами, улицей Щорса, Мелекесской улицей.

## История годонима
До 2010 года называлась улицей Ленина. В июне 2009 г. топонимическая комиссия Самары приняла решение вернуть улице историческое название в честь Александра Невского. 24 февраля 2010 г. постановлением первого вице-мэра Самары Владимира Братчикова улица Ленина официально переименована в улицу Александра Невского.

## Транспорт
Автобусные маршруты7, 27, 59, 59а (все маршруты — полукольцевые).
Маршрутные такси229, 240

## Здания и сооружения
Чётная сторона

Нечётная сторона

- 95 — Церковь «Благая весть»

## Почтовые индексы
443050: чётные дома 2-138, нечётные дома 1-117 

443044: чётные дома 140—188, нечётные дома 119—167